# Siria ottomana
La Siria ottomana si riferisce alle divisioni dell'Impero ottomano all'interno della regione del Levante, solitamente definita come la regione a est del Mar Mediterraneo, a ovest del fiume Eufrate, a nord del deserto arabo ed a sud delle monti del Tauro.
La Siria ottomana fu organizzata dagli ottomani subentrando ai Mamelucchi all'inizio del XVI secolo come un unico eyalet (provincia) come eyalet di Damasco. Nel 1534, l'eyalet di Aleppo fu diviso in un'amministrazione separata.  
L'eyalet di Tripoli venne creato dalla provincia di Damasco nel 1579 e successivamente dall'eyalet di Adana, da Aleppo. Nel 1660 fu fondato l'eyalet di Safed che poco dopo fu ribattezzato eyalet di Sidone. 
Nel 1667, l'Emirato del Monte Libano ottenne uno status autonomo speciale all'interno della provincia di Sidone, ma fu abolito nel 1841 e riconfigurato nel 1861 come Mutasarrifato del Monte Libano. Gli eyalet siriani furono successivamente trasformati in vilayet di Siria, vilayet di Aleppo e vilayet di Beirut, a seguito delle riforme del Tanzimat del 1864. Infine, nel 1872, il Mutasarrifato di Gerusalemme fu diviso dal vilayet di Siria in un'amministrazione autonoma con uno status speciale.

## Storia

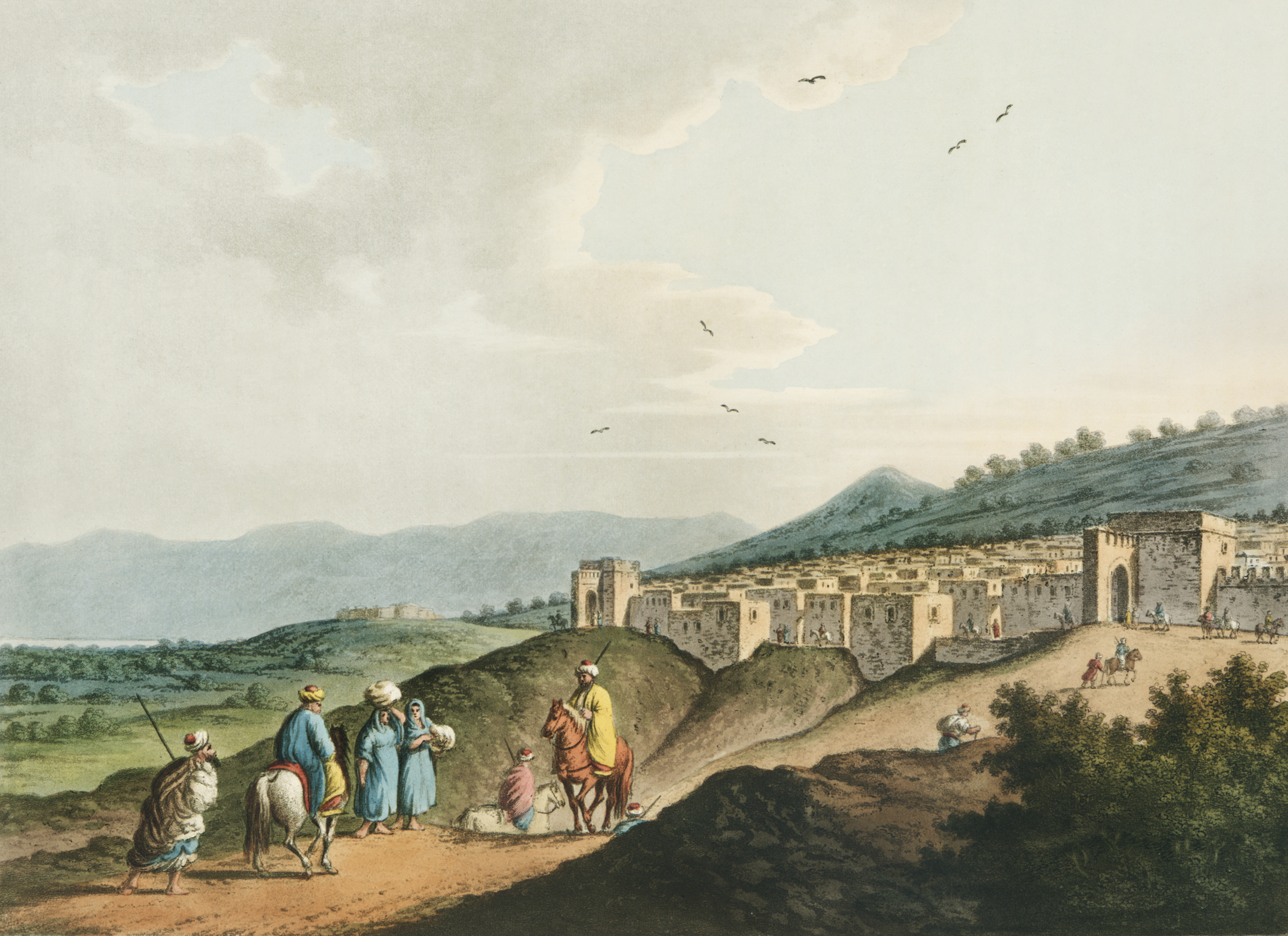
Vista di Betlemme

Prima del 1516, la Siria (regione) faceva parte dell'Impero mamelucco con sede nel Basso Egitto. Il sultano ottomano Selim I conquistò la Siria nel 1516 dopo aver sconfitto i Mamelucchi nella battaglia di Marj Dabiq vicino ad Aleppo, nel nord della Siria. Selim portò avanti la sua campagna vittoriosa contro i Mamelucchi e conquistò l'Egitto nel 1517 dopo la battaglia di Ridanieh, ponendo fine al sultanato mamelucco.

## Suddivisioni amministrative
Quando conquistò la Siria per la prima volta nel 1516, Selim I mantenne immutate le suddivisioni amministrative del periodo mamelucco. Dopo essere tornato dall'Egitto nel luglio 1517, riorganizzò la Siria in una grande provincia od eyalet chiamata Şam (arabo/turco per "Siria"). L'eyalet era suddiviso in diversi distretti o sangiaccati (sanjak).

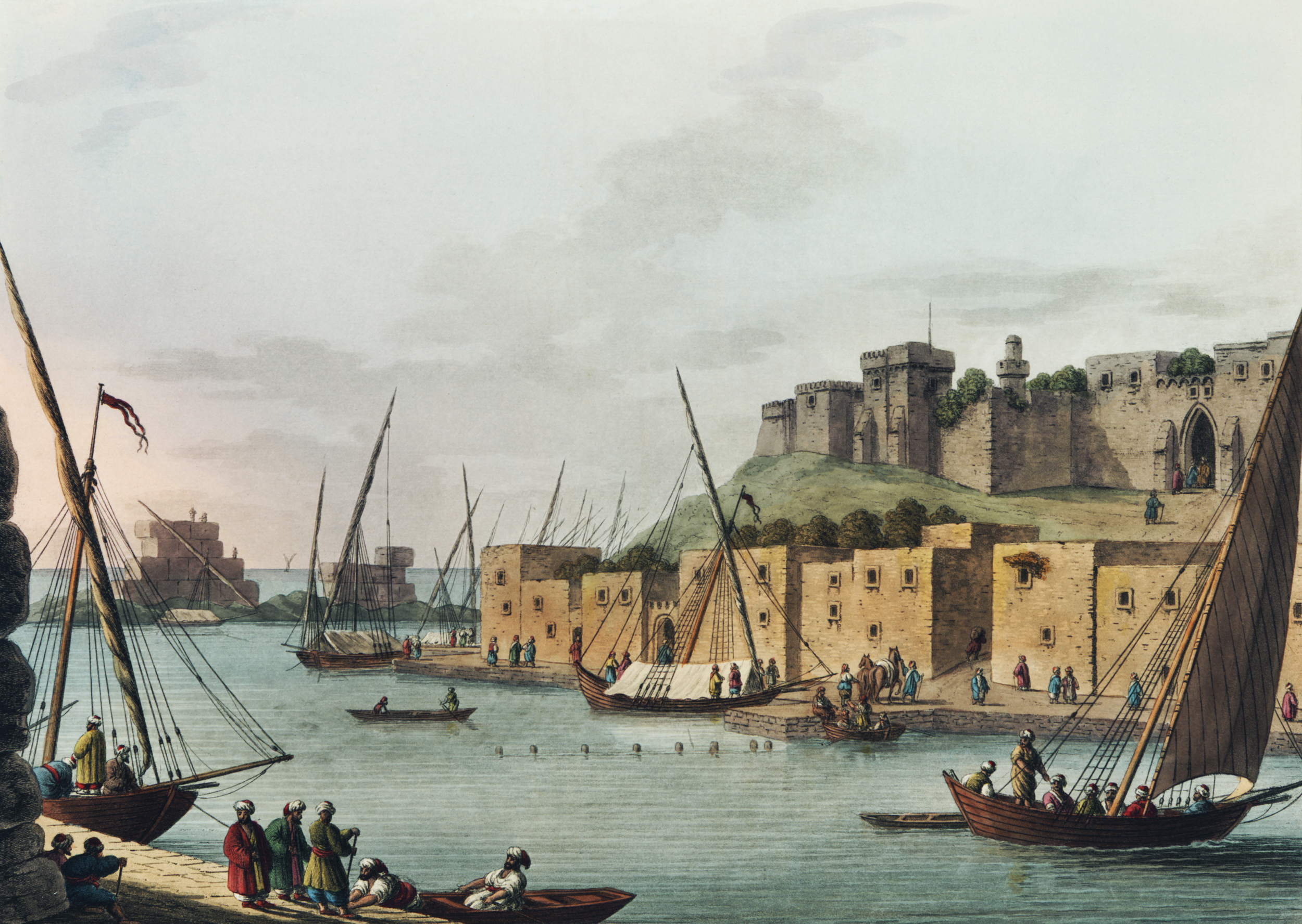
Tartus nella Siria ottomana, dipinto di Luigi Mayer.

### 1549-1663
Nel 1549, la Siria fu riorganizzata in due eyalet. Il sanjak settentrionale di Aleppo divenne il centro del nuovo eyalet di Aleppo. In quel momento, i due eyalet siriani erano suddivisi come segue:
- L'eyalet di Aleppo (in arabo إيالة حلب‎?)
  - Il Sangiaccato di Aleppo (حلب)
  - Il Sangiaccato di Adana (أضنة)
  - Il Sangiaccato di Ablistan (Marash, مرعش)
  - Il Sangiaccato di Aintab (عينتاب)
  - Il Sangiaccato di Birejik (البيرة) ( Urfa أورفة)
  - Il Sangiaccato di Kilis (كلز)
  - Il Sangiaccato di Ma'arra (معرة النعمان)
  - Il Sangiaccato di Hama (حماة)
  - Il Sangiaccato di Salamiyah (سلمية)
  - Il Sangiaccato di Homs (حمص)
- L'Eyalet di Damasco (in arabo إيالة دمشق‎?)
  - Il Sangiaccato di Damasco (دمشق)
  - Mappa del 1851 della Siria ottomana, che mostra gli eyalet di Aleppo, Damasco, Tripoli, Acri e Gaza.Il Sangiaccato di Tripoli (طرابلس)
  - Il Sangiaccato di Acri (عكا)
  - Il Sangiaccato di Safad (صفد)
  - Il Sangiaccato di Nablus (نابلس)

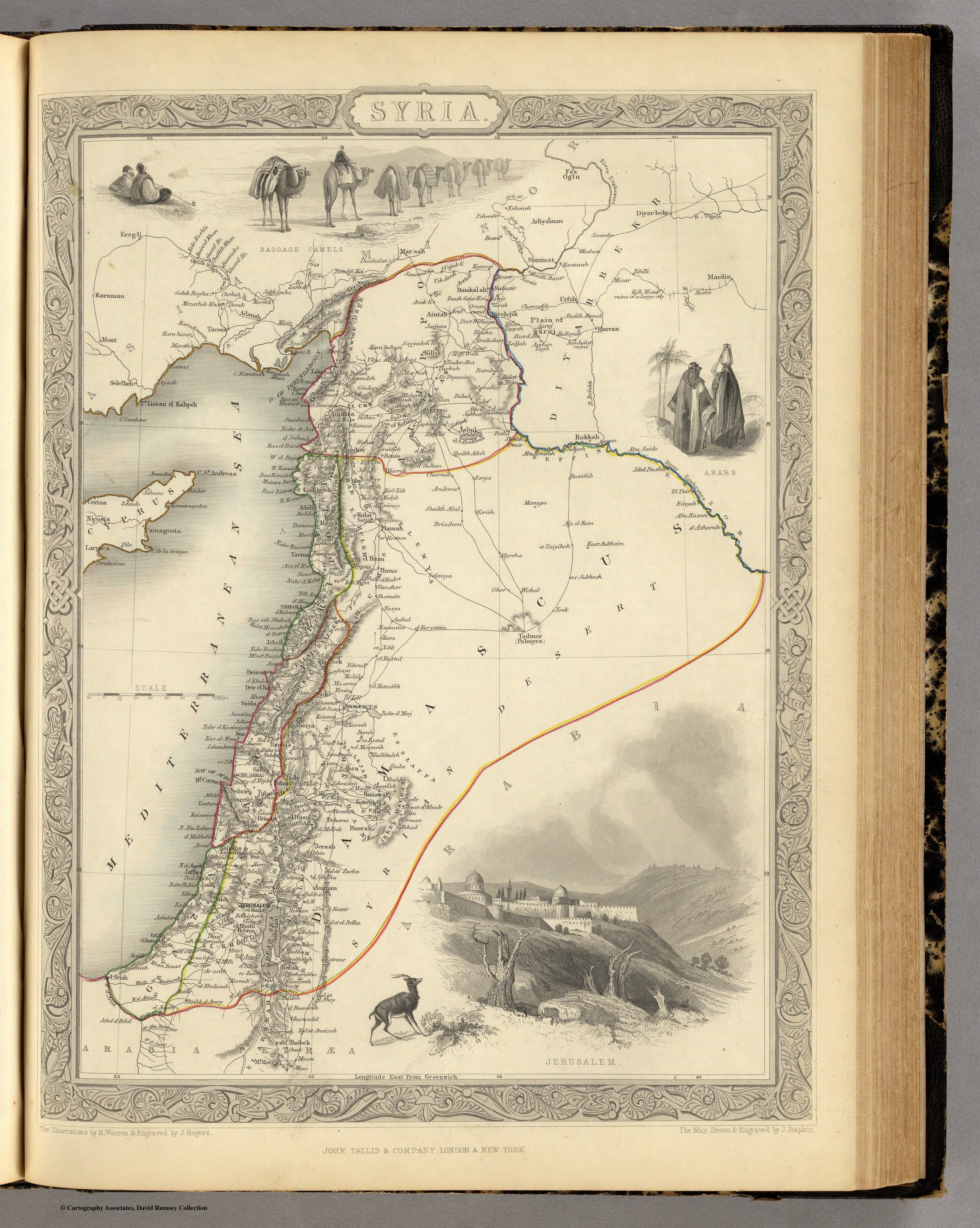
Mappa del 1851 della Siria ottomana, che mostra gli eyalet di Aleppo, Damasco, Tripoli, Acri e Gaza.

  - Il Sangiaccato di Gerusalemme (القدس)
  - Il Sangiaccato di Lajjun (اللجون)
  - Il Sangiaccato di Salt (السلط)
  - Il Sangiaccato di Gaza (غزة)

Nel 1579, l'eyalet di Tripoli fu fondato con il nome di Tripoli di Siria (in turco Trablusşam; in arabo طرابلس الشام‎?). In quel momento gli eyalet divennero i seguenti:
L'Eyalet di Aleppo comprendeva i Sanjak di Aleppo, Adana, Marash, Aintab e Urfa.

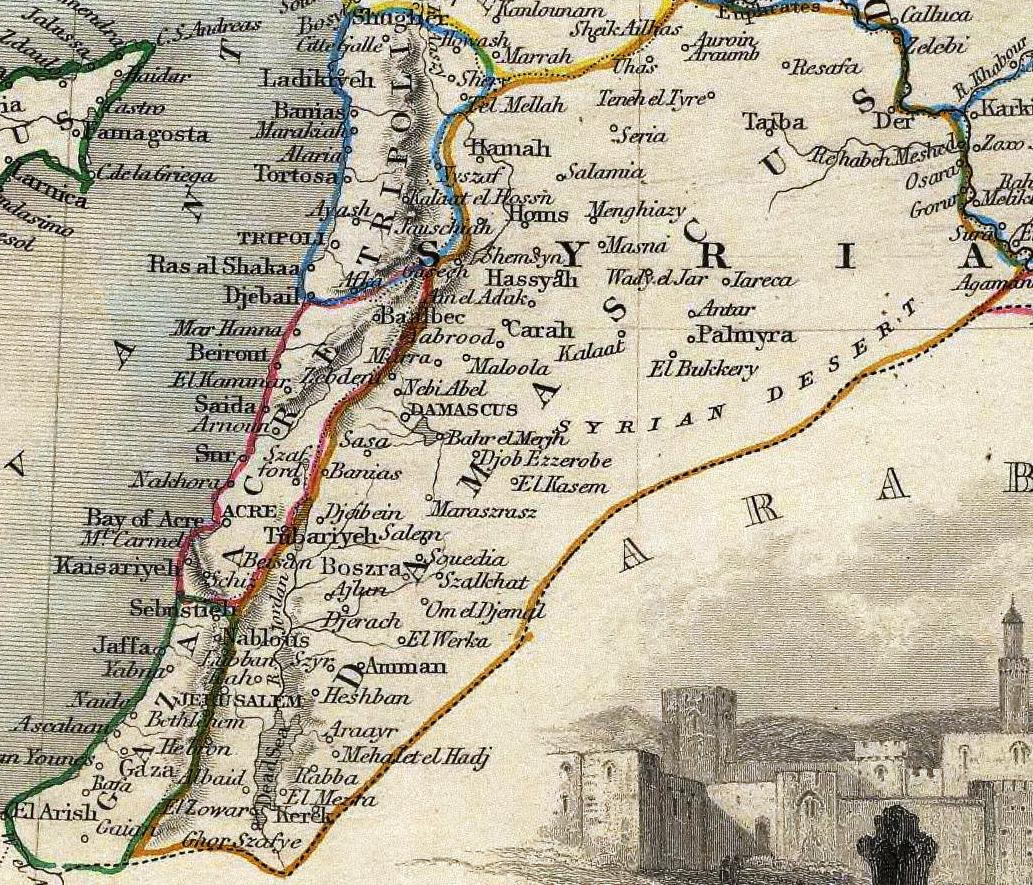
Mappa del 1851 che mostra gli eyalet meridionali della Siria ottomana - Damasco, Tripoli, Acri e Gaza.

 L'eyalet di Tripoli comprendeva i Sanjak di Tripoli, Latakia, Hama e Homs.
L'eyalet di Damasco comprendeva i Sanjak di Damasco, Beirut, Sidone (Sidon-Beirut), Acri, Safad, Nablus, Gerusalemme, Gaza, Hauran e Ma'an.
Nel 1660 fu fondato l'eyalet di Safad. Successivamente fu ribattezzato eyalet di Sidone ed in seguito eyalet di Beirut.

### 1833-1840
Nel 1833, le province siriane furono cedute a Muhammed Ali d'Egitto nella Pace di Kütahya. Il firmano (decreto) dichiarò quanto segue: "I governi di Candia ed Egitto sono proseguiti con Mahomet Ali. E in riferimento alla sua speciale pretesa, gli ho concesso le province di Damasco, Tripoli-in-Siria, Sidone, Saphet, Aleppo, i distretti di Gerusalemme e Nablous, con la condotta dei pellegrini e il comandamento del Tcherde (l'annuale offerta alla tomba del Profeta). Suo figlio, Ibrāhīm Pascià, ha di nuovo il titolo di Sheikh e Harem di Mekka e il distretto di Jedda; e inoltre ho acconsentito alla sua richiesta di far governare il distretto di Adana dal Tesoro di Tarso, con il titolo di Mohassil."
In questo periodo, i firmani della Sublime Porta del 1839 e, più decisamente, del 1856 -eguagliarono lo status dei sudditi musulmani e non musulmani.

### 1861
In seguito al massacro di migliaia di civili cristiani durante il conflitto in Libano del 1860, e sotto la crescente pressione europea, principalmente dalla Francia, un editto ottomano emesso nel 1861 trasformò l'ex regime basato sul dominio religioso che portò alla guerra civile all'interno del Mutasarrifato di Monte Libano, governato da un mutasarrıf che, secondo la legge, doveva essere un cristiano non libanese.

### 1864
Come parte delle riforme del Tanzimat, una legge ottomana approvata nel 1864 stabilì un'amministrazione provinciale comune in tutto l'impero con gli eyalet che diventavano vilayet più piccoli, governati da un vali (governatore) sempre nominato dalla Porta imperiale ma con nuove assemblee provinciali che partecipavano all'amministrazione.

### 1872-1918

Siria ottomana fino alla prima guerra mondiale. Confini attuali in grigio.

Nel 1872 Gerusalemme e le città circostanti divennero parte del Mutasarrifato di Gerusalemme, acquisendo uno status amministrativo speciale.
Dal 1872 fino alla prima guerra mondiale le suddivisioni della Siria ottomana furono:
- Vilayet di Aleppo (in arabo ولاية حلب‎?)
- Sangiaccato di Zor (in arabo سنجق دير الزور‎?)
- Vilayet di Beirut (in arabo ولاية بيروت‎?)
- Vilayet di Siria (in arabo ولاية سورية‎?)
- Mutasarrifato di Monte Libano (in arabo متصرفية جبل لبنان‎?)
- Mutasarrifato di Gerusalemme (in arabo متصرفية القدس الشريف‎?)
- Mutasarrifato di Karak (dal 1895) (in arabo متصرفية الكرك‎?)

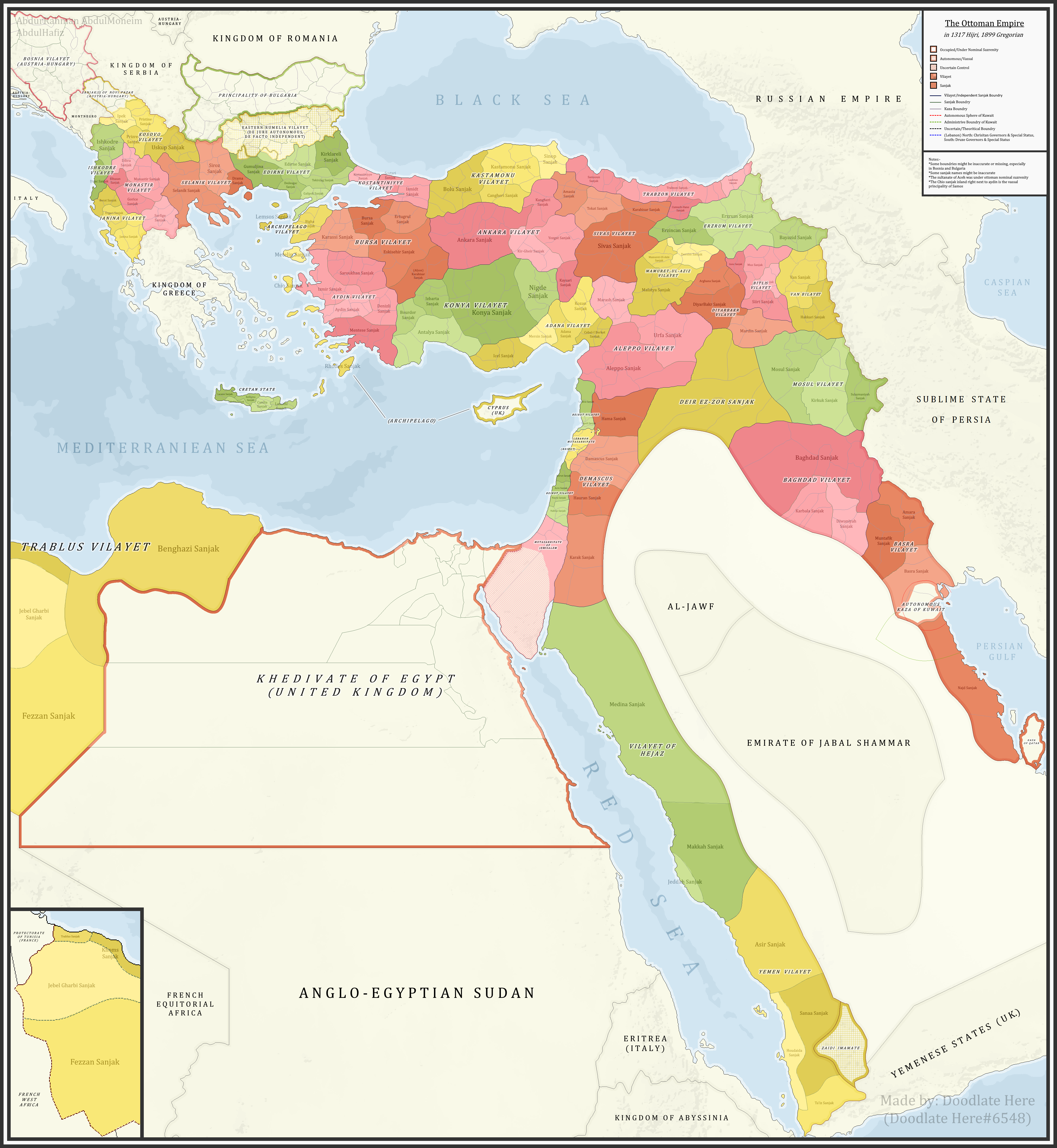
Suddivisioni amministrative dell'Impero ottomano.

Il sangiaccato di Zor e la maggior parte del vilayet di Aleppo possono o non possono essere inclusi nella Siria ottomana. Il Dizionario geografico del mondo, pubblicato nel 1906, descrive la Siria come:
"un paese nella parte [sud-occidentale] dell'Asia, che fa parte dell'Impero turco. Si estende a est dal Mar Mediterraneo al fiume Eufrate e al Deserto Siriano (il prolungamento a nord del Deserto Arabico), ed a sud dall'Alma-Dagh (l'antica Amanus), una delle catene del Tauro, fino alle frontiere dell'Egitto (istmo di Suez). Si trova tra i paralleli di 31° e 37° [latitudine nord]. Comprende il vilayet di Siria (Suria) o di Damasco, il vilayet di Beirut, la parte [sud-ovest] del vilayet di Aleppo ed i mutasarrifati di Gerusalemme e del Libano.

 La Palestina è inclusa nella [nazione] Siria, che comprende il Mutasarrifato di Gerusalemme e parte dei vilayet di Beirut e di Siria.

 La designazione Siria è talvolta usata in senso più ampio in modo da includere l'intero vilayet di Aleppo ed il Sangiaccato di Zor, essendo così aggiunta gran parte della Mesopotamia."
Sulla Siria nel 1915, un rapporto britannico dice:
"Il termine Siria a quei tempi era generalmente usato per denotare l'intera Siria geografica e storica, vale a dire tutto il paese compreso tra i monti del Tauro e la penisola del Sinai, che era costituito da una parte del Vilayet di Aleppo, il Vilayet di Bairut, il Vilayet di Siria, il Sanjaq del Libano e il Sanjaq di Gerusalemme. Comprendeva quella parte del paese che in seguito ne fu distaccata per formare il territorio mandatario della Palestina."

## Mappe dell'Iraq ottomano contemporaneo che mostrano gli Eyalet

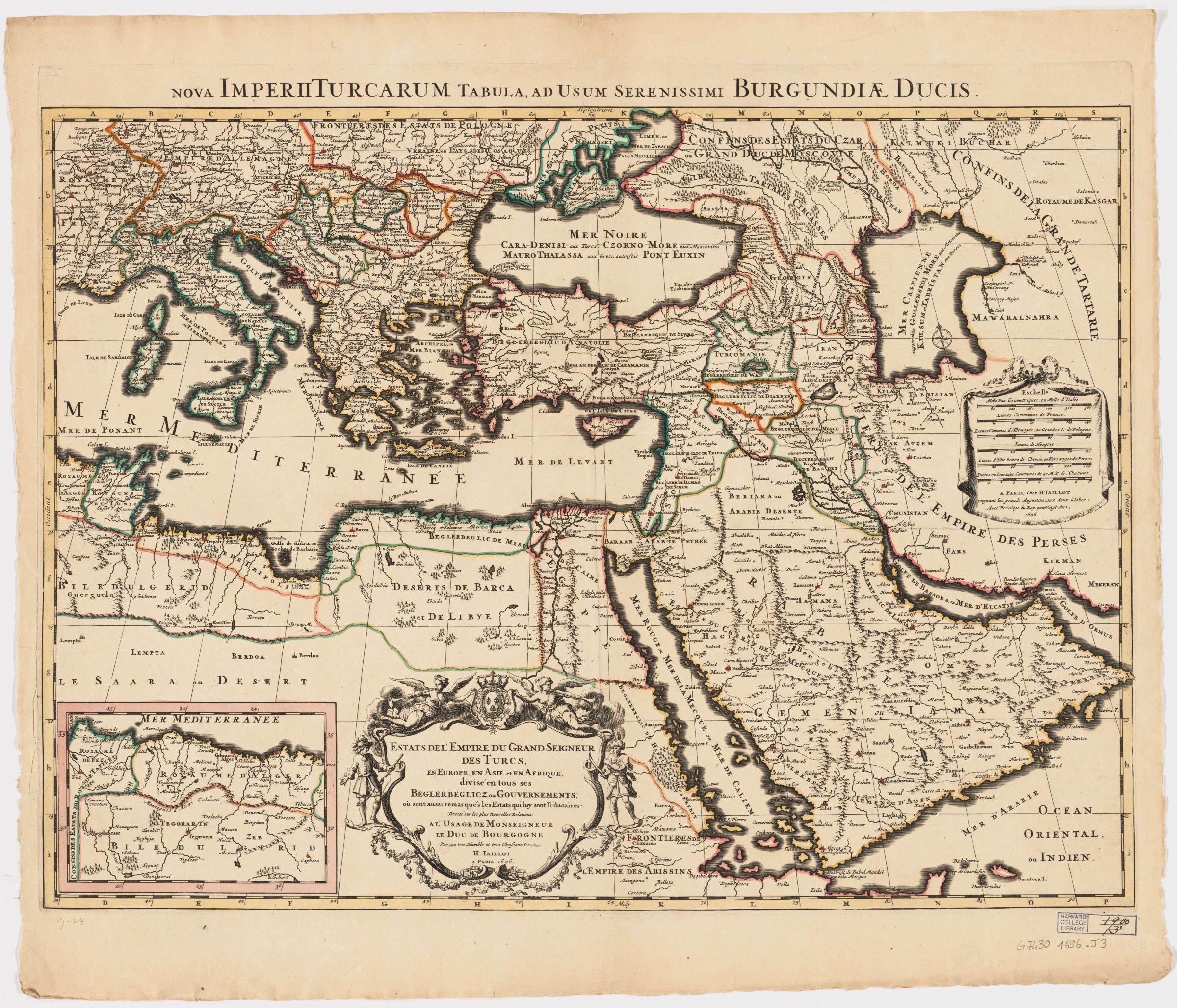
1696 (Jaillot), gli Eyalet
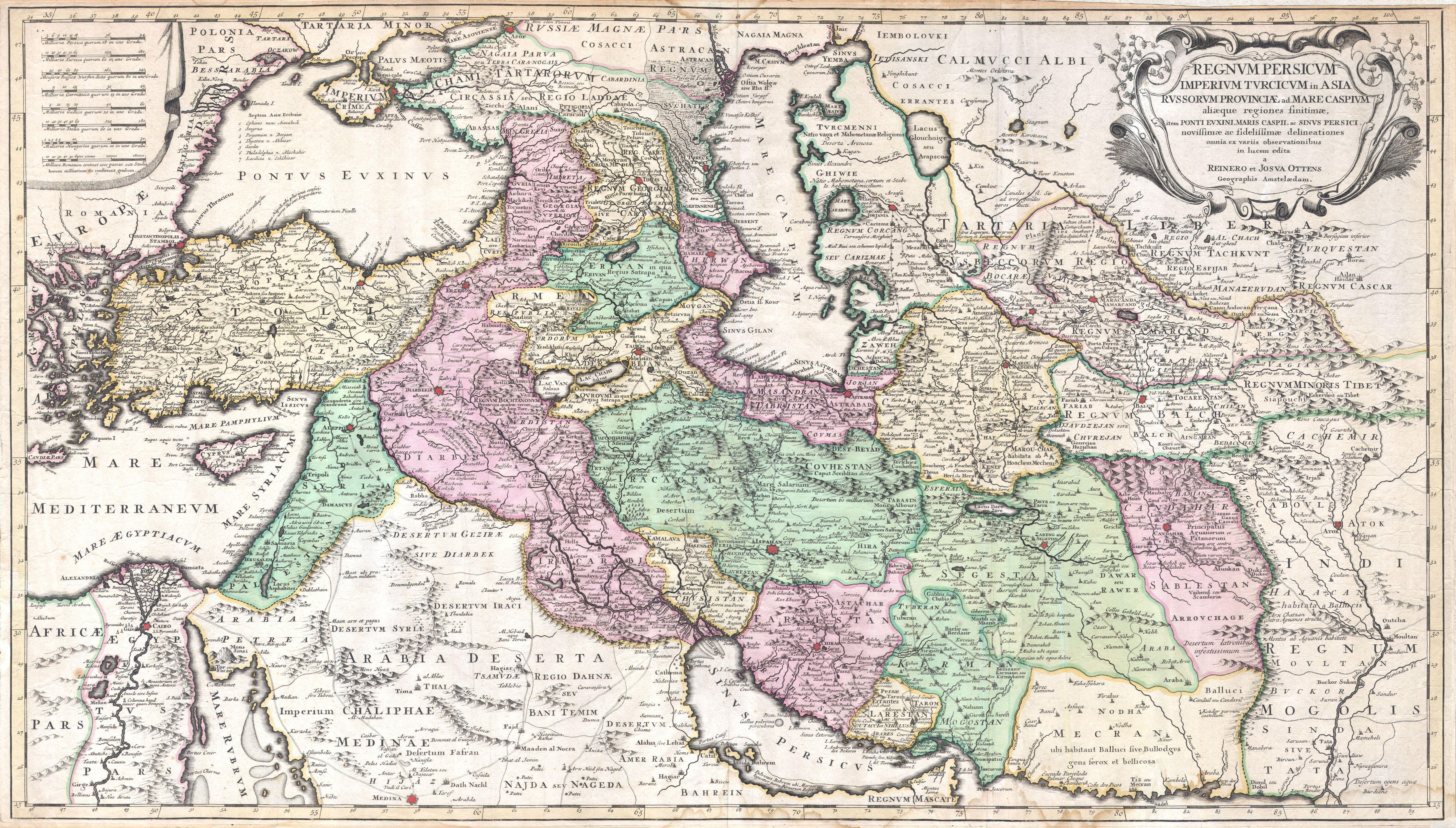
1730
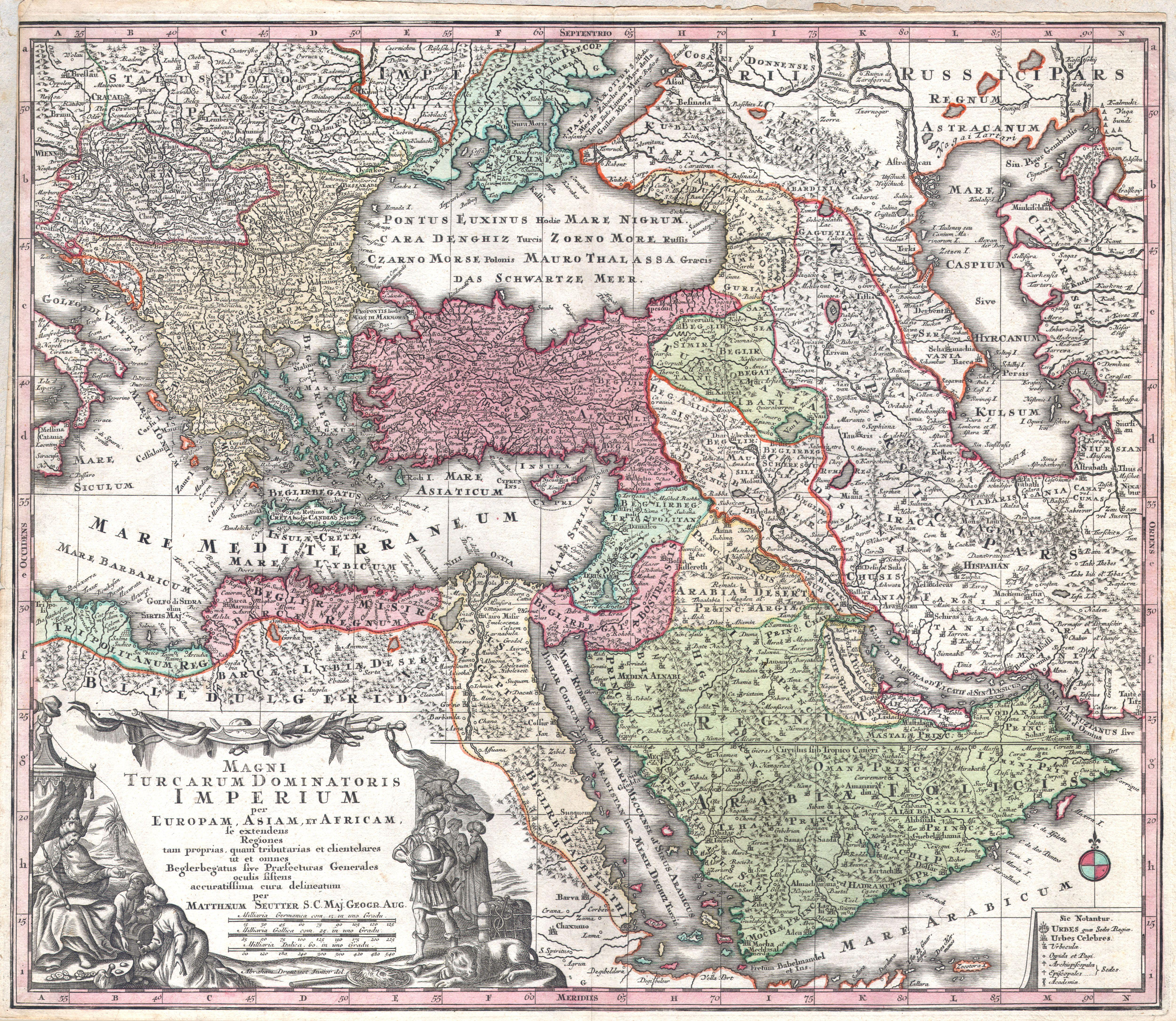
1740 (Seutter), gli Eyalet
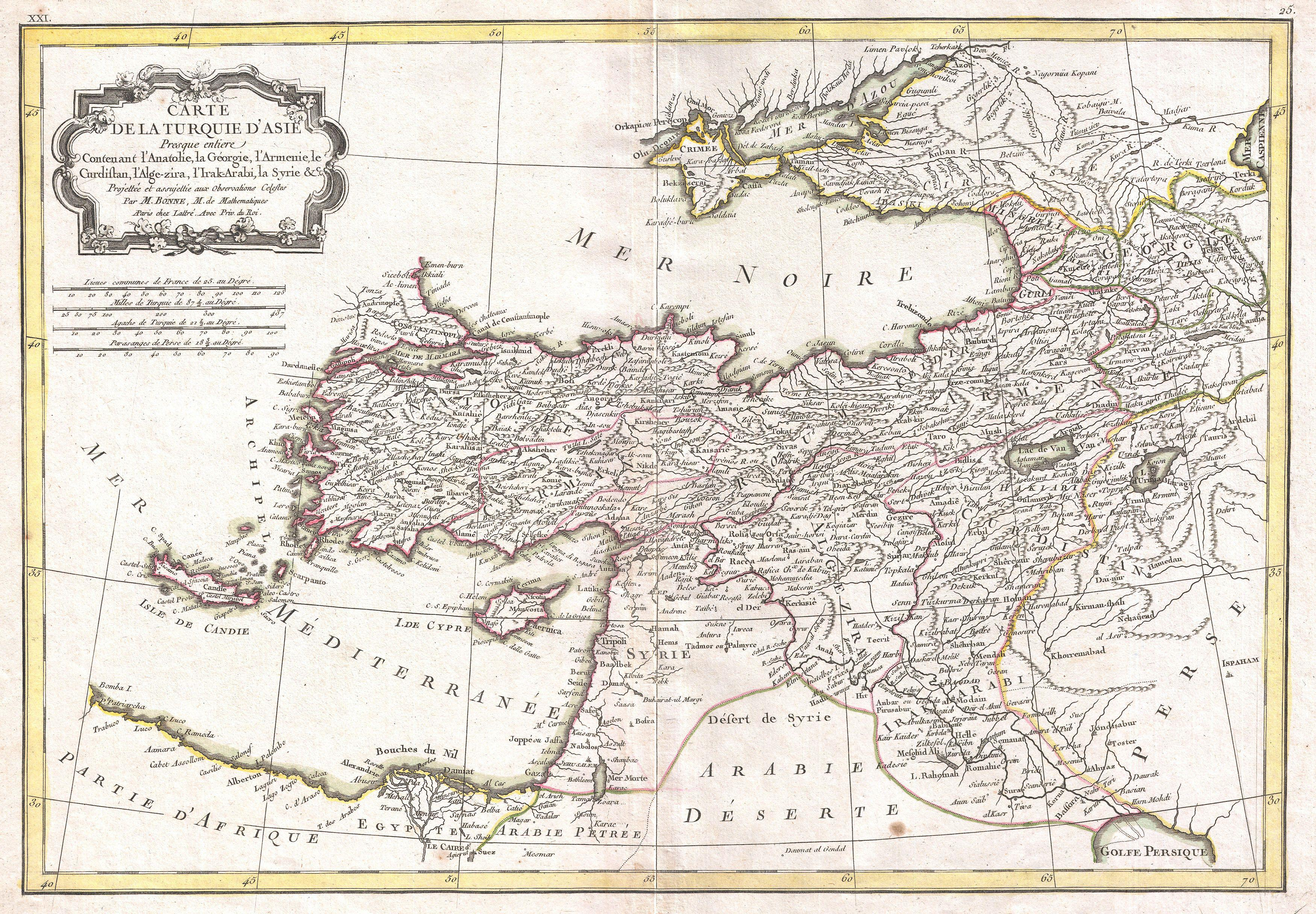
1771 (Bonne)
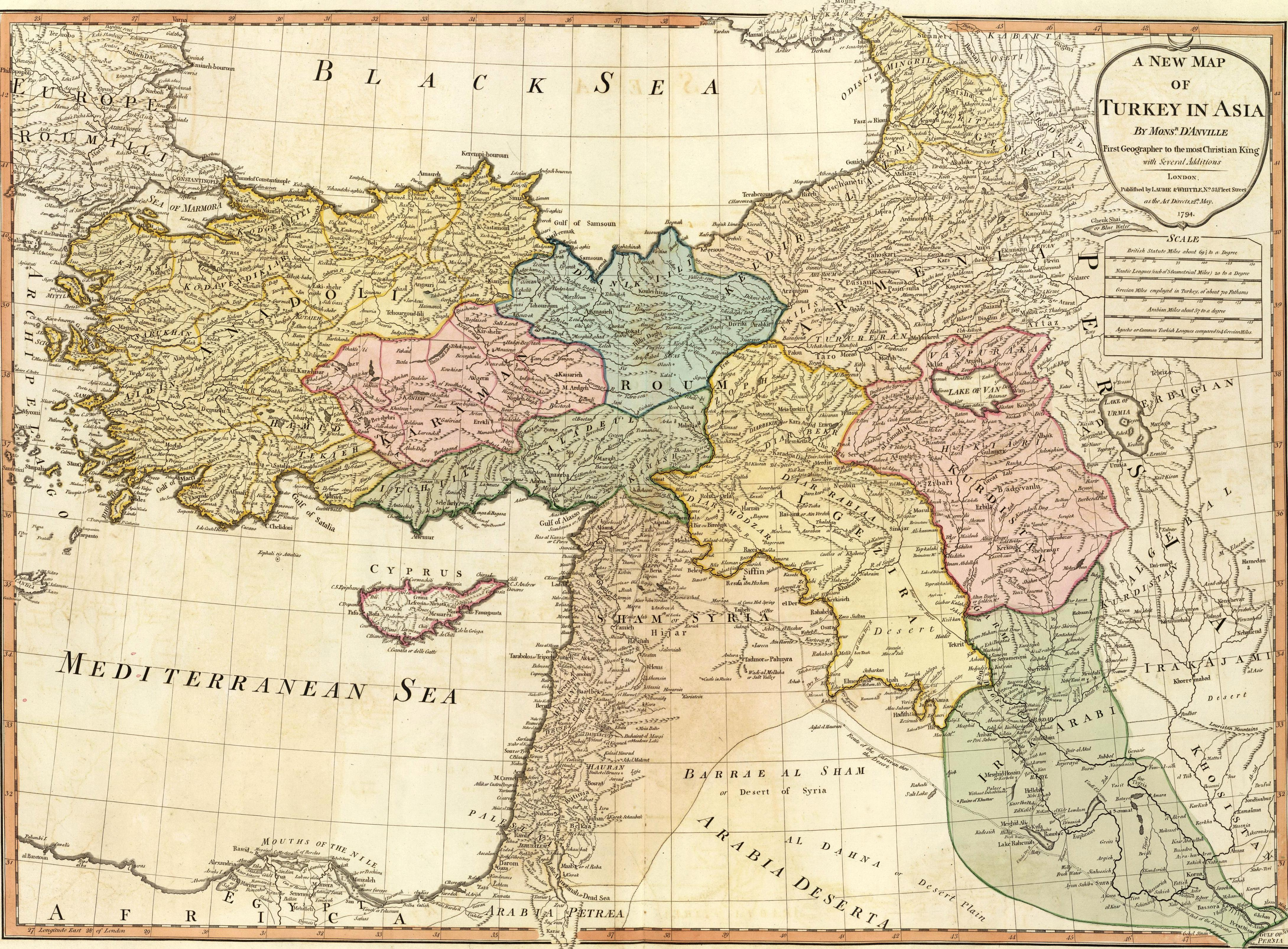
1794 (d'Anville)
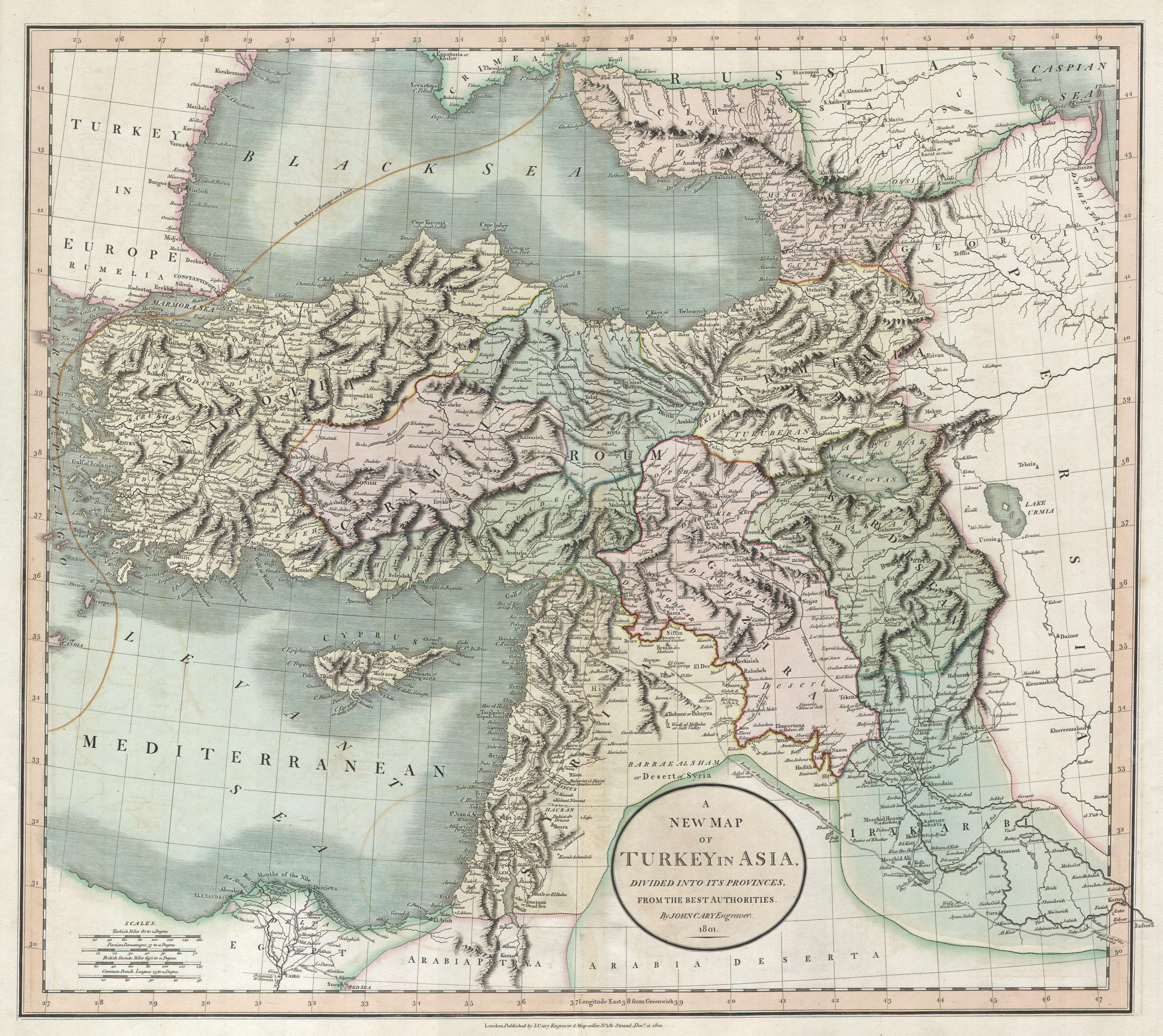
1801 (Cary)
1803, dall'Atlante Cedid
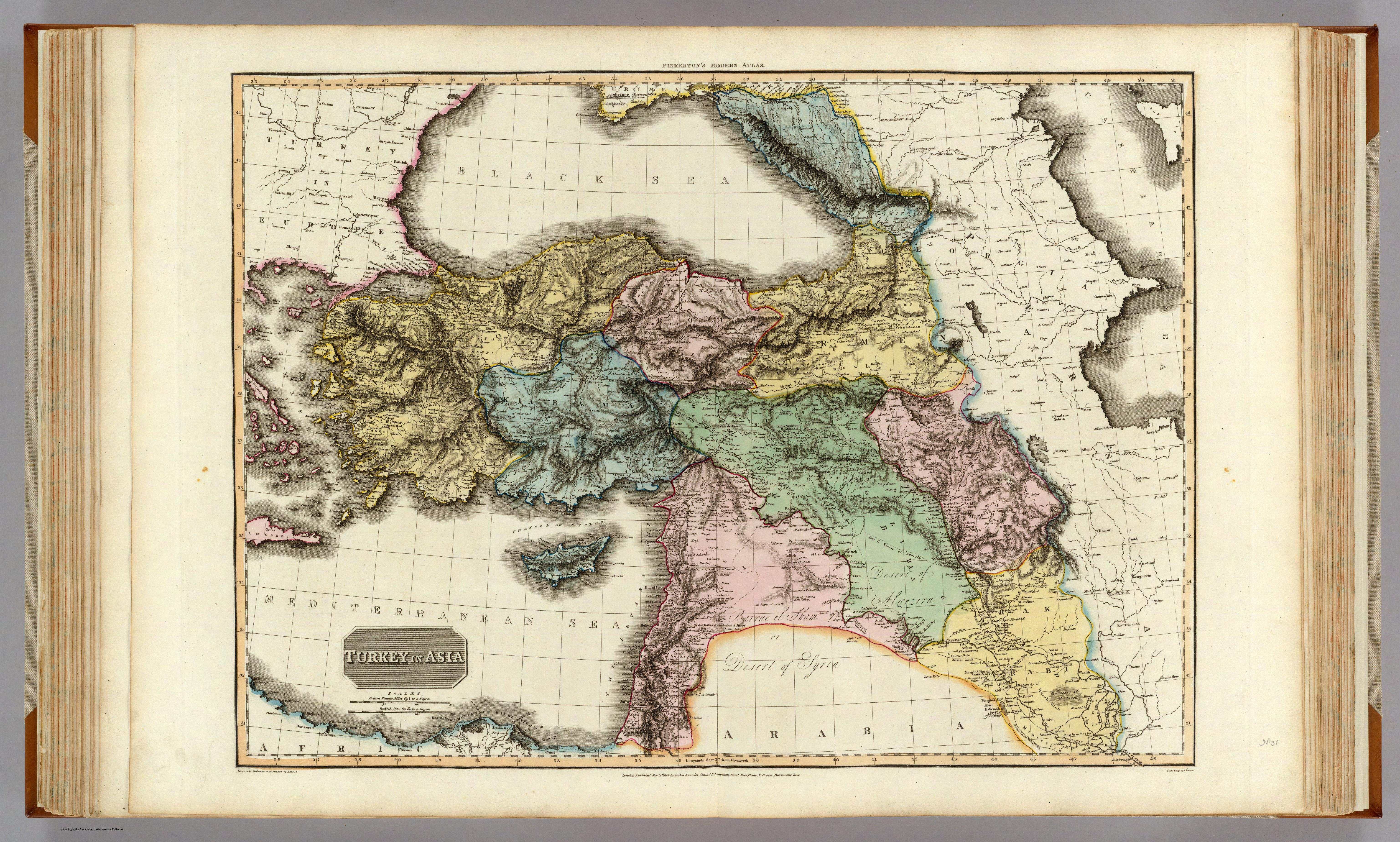
1813 (Pinkerton), gli Eyalet
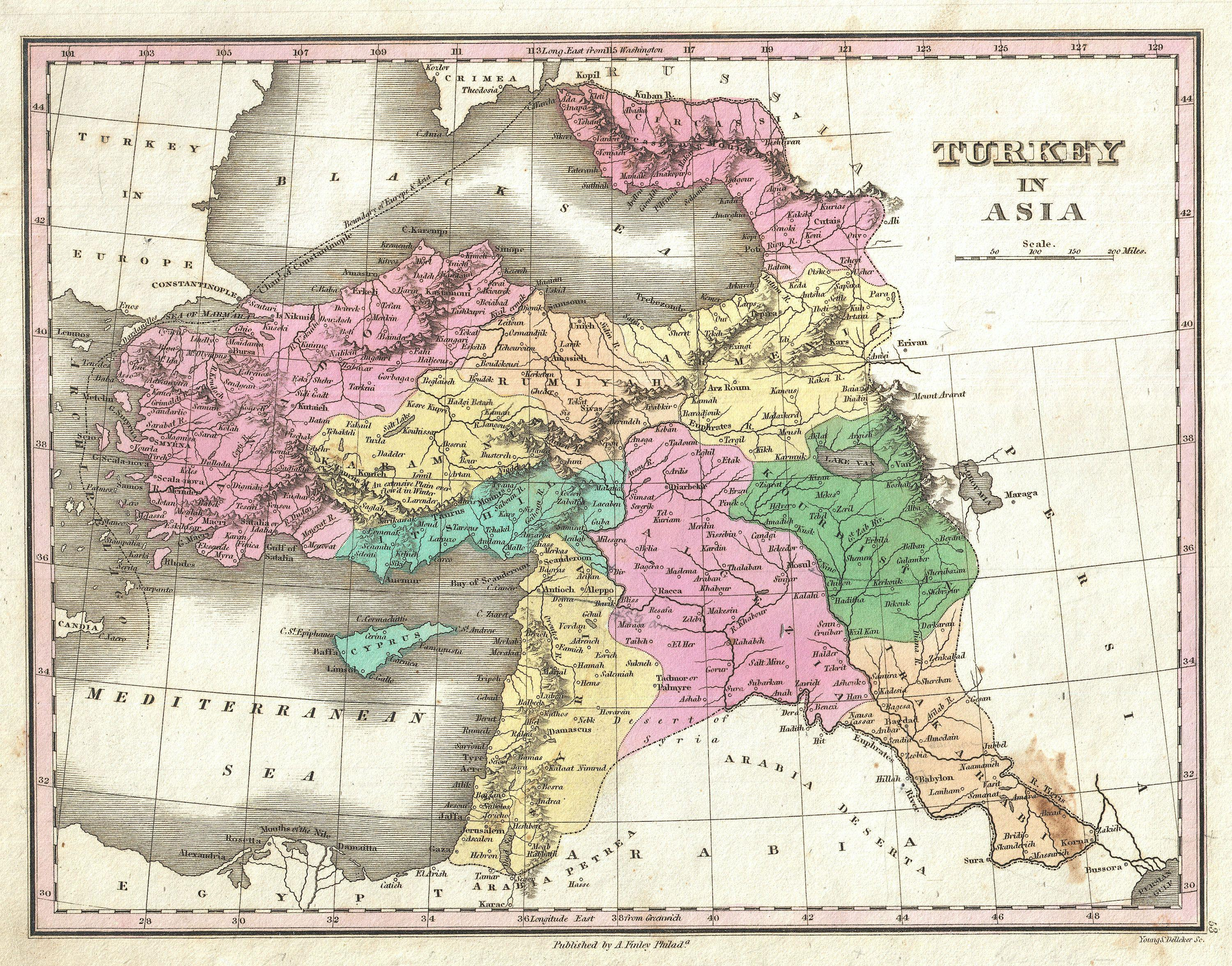
1827 (Finley)
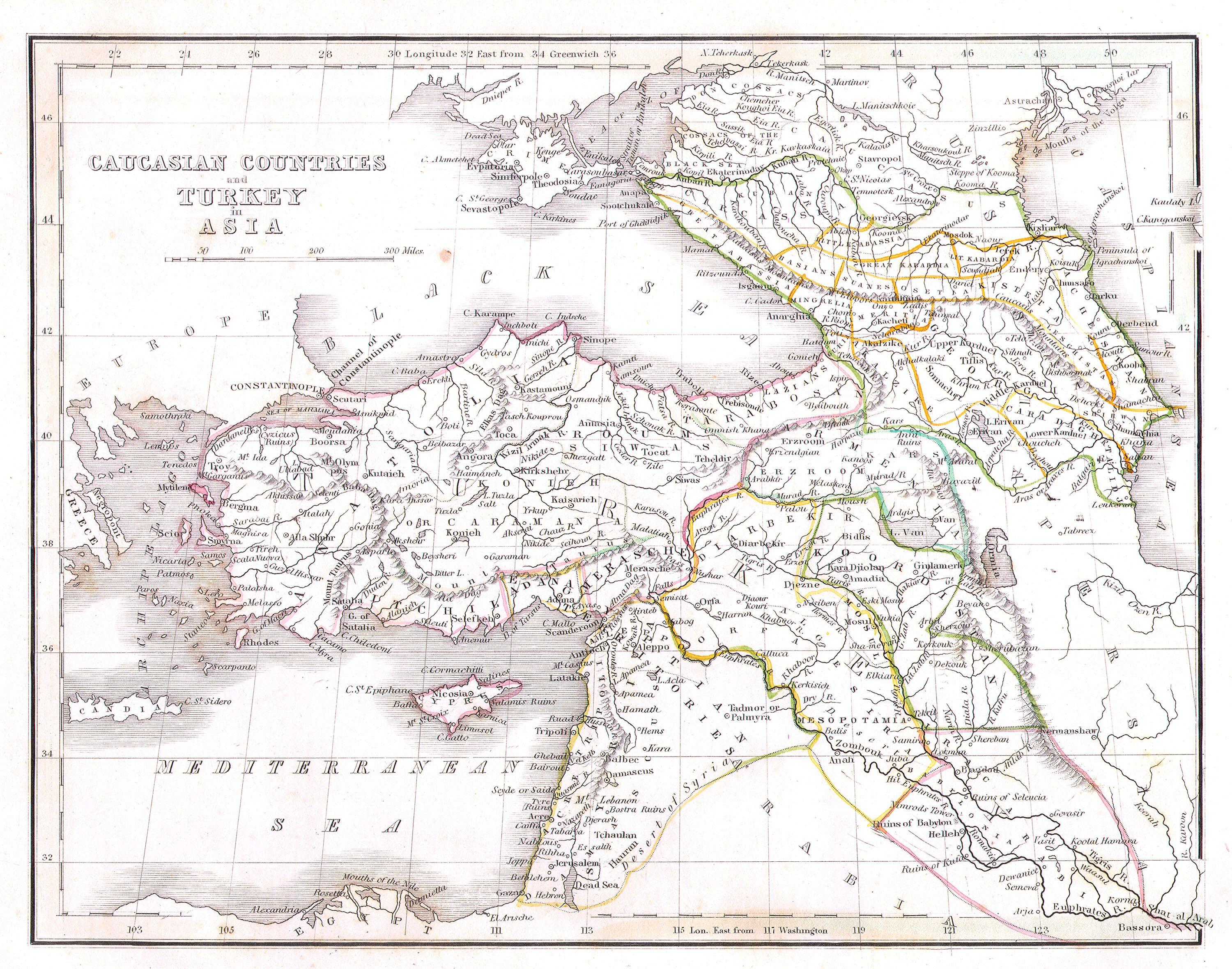
1835, gli Eyalet (Bradford)
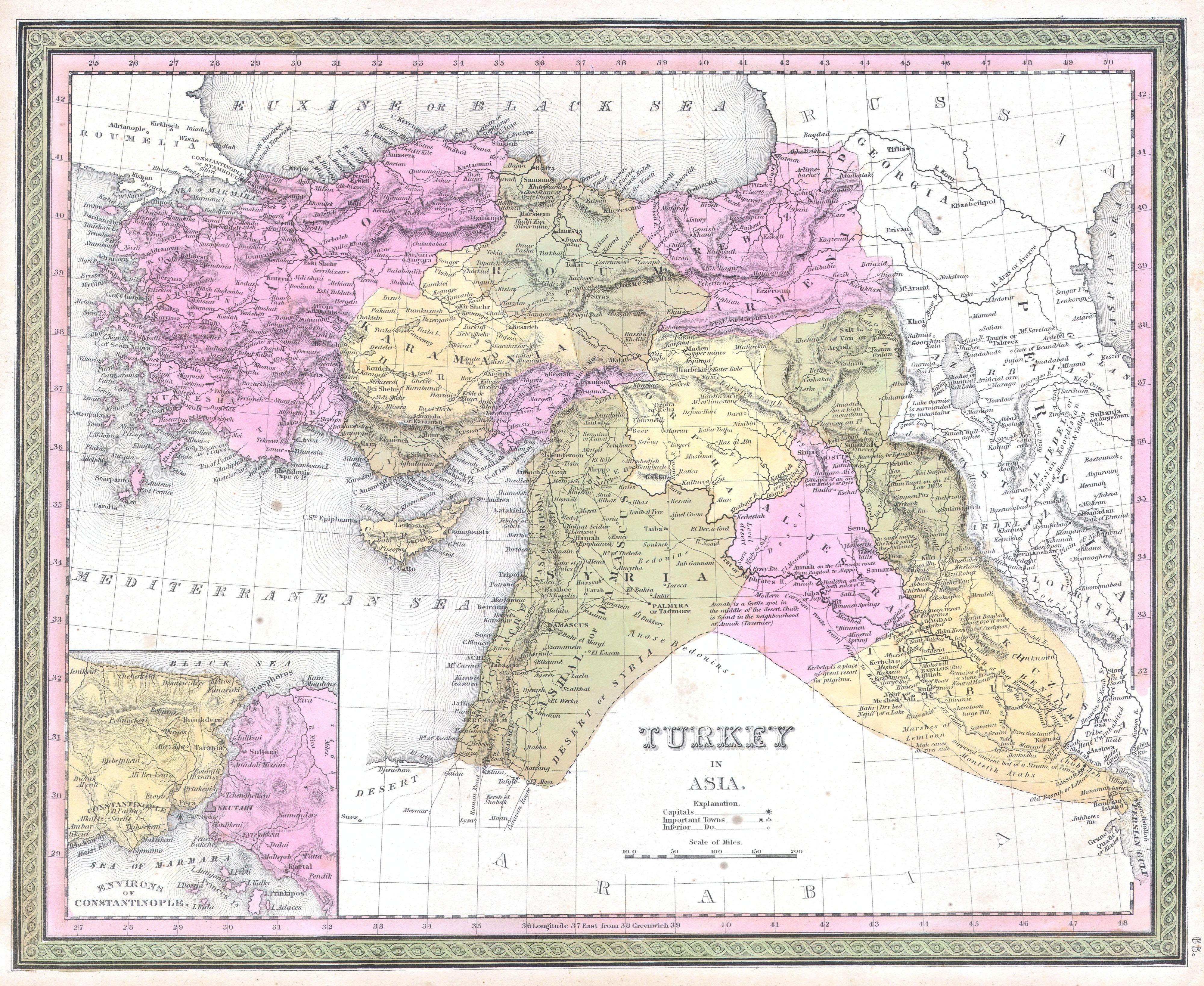
1849 (Mitchell), gli Eyalet

## Mappe contemporanee, che mostrano i Vilayet (successive alle riforme del Tanzimat)

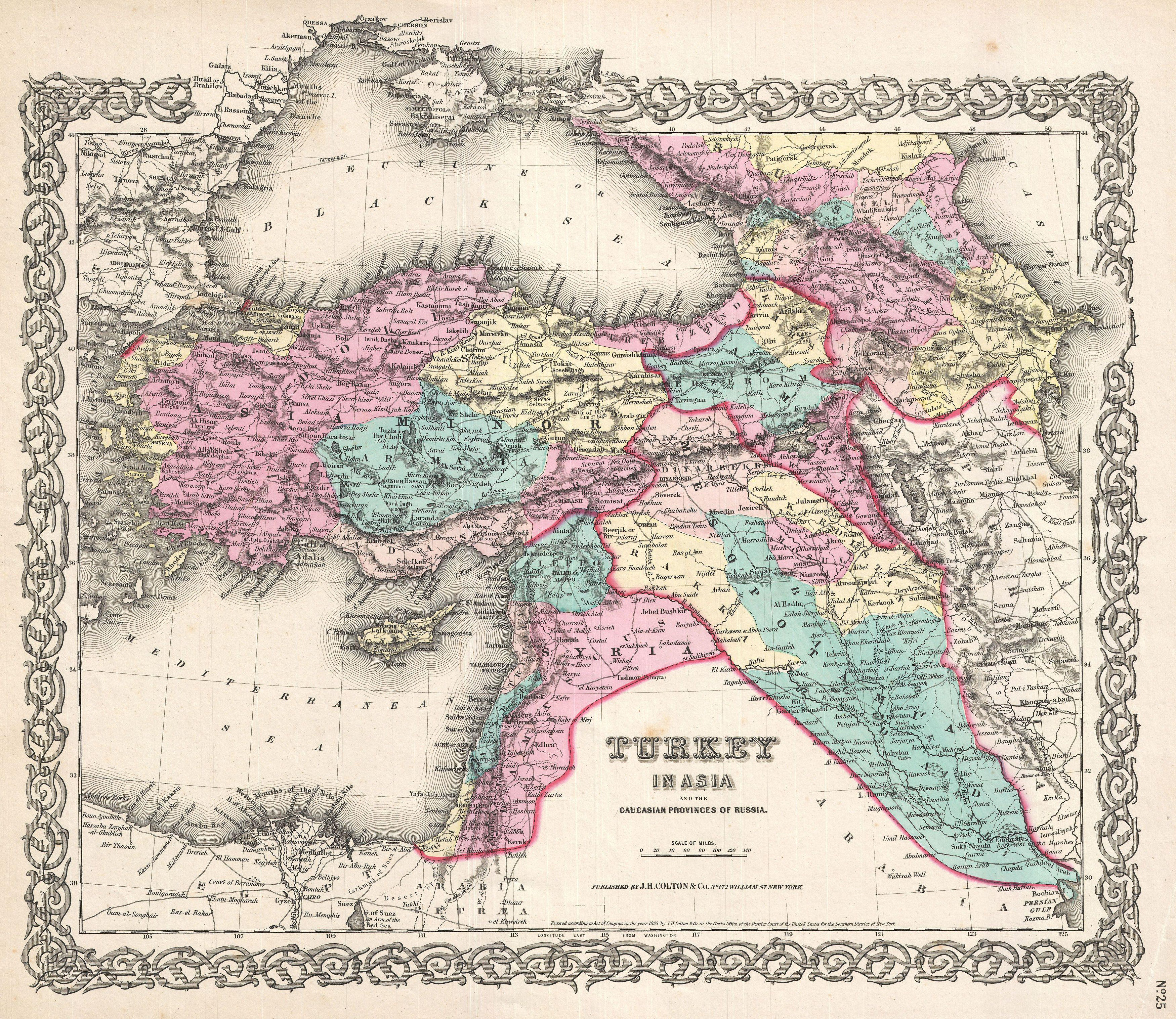
1855, i sangiaccati
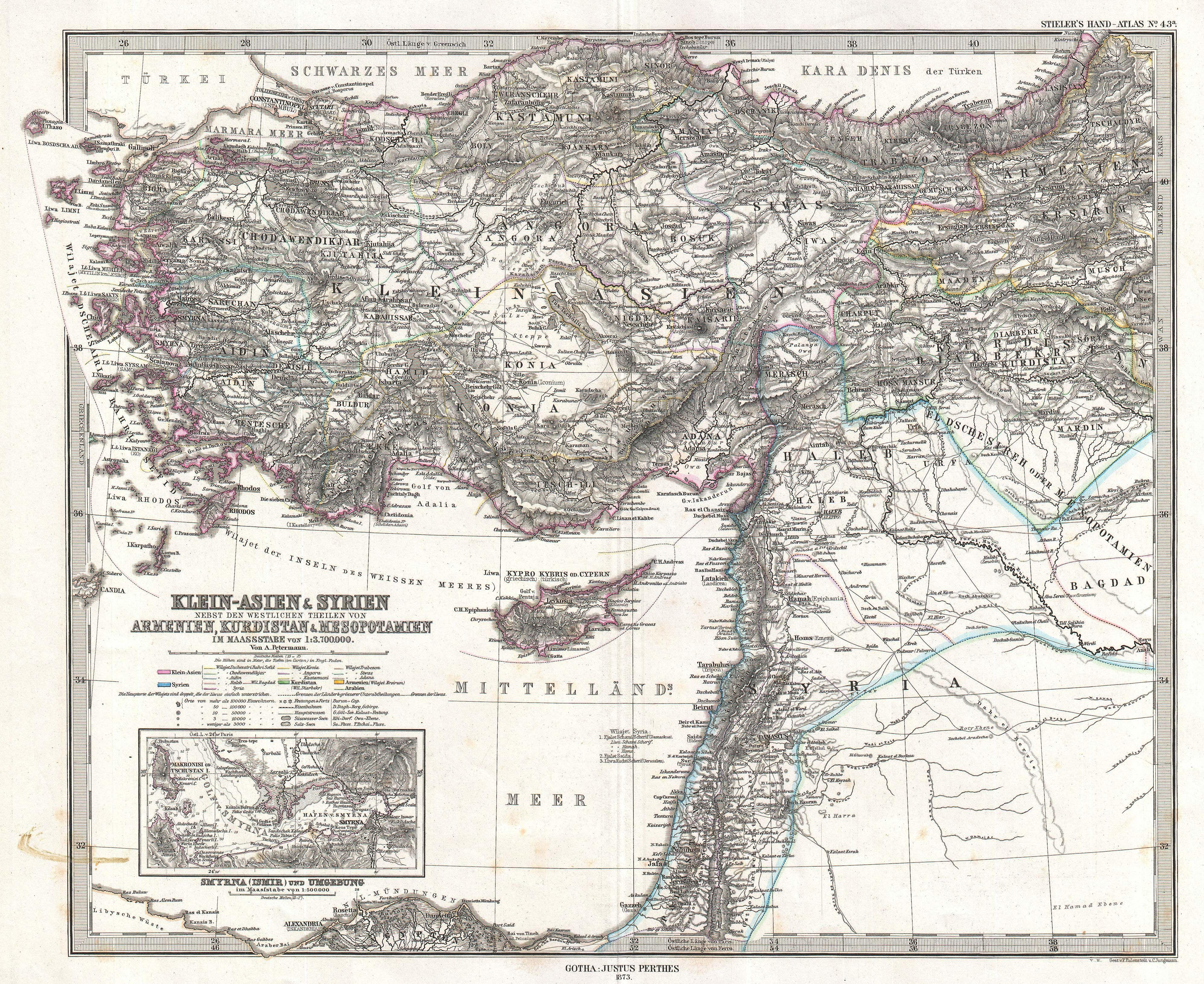
1873
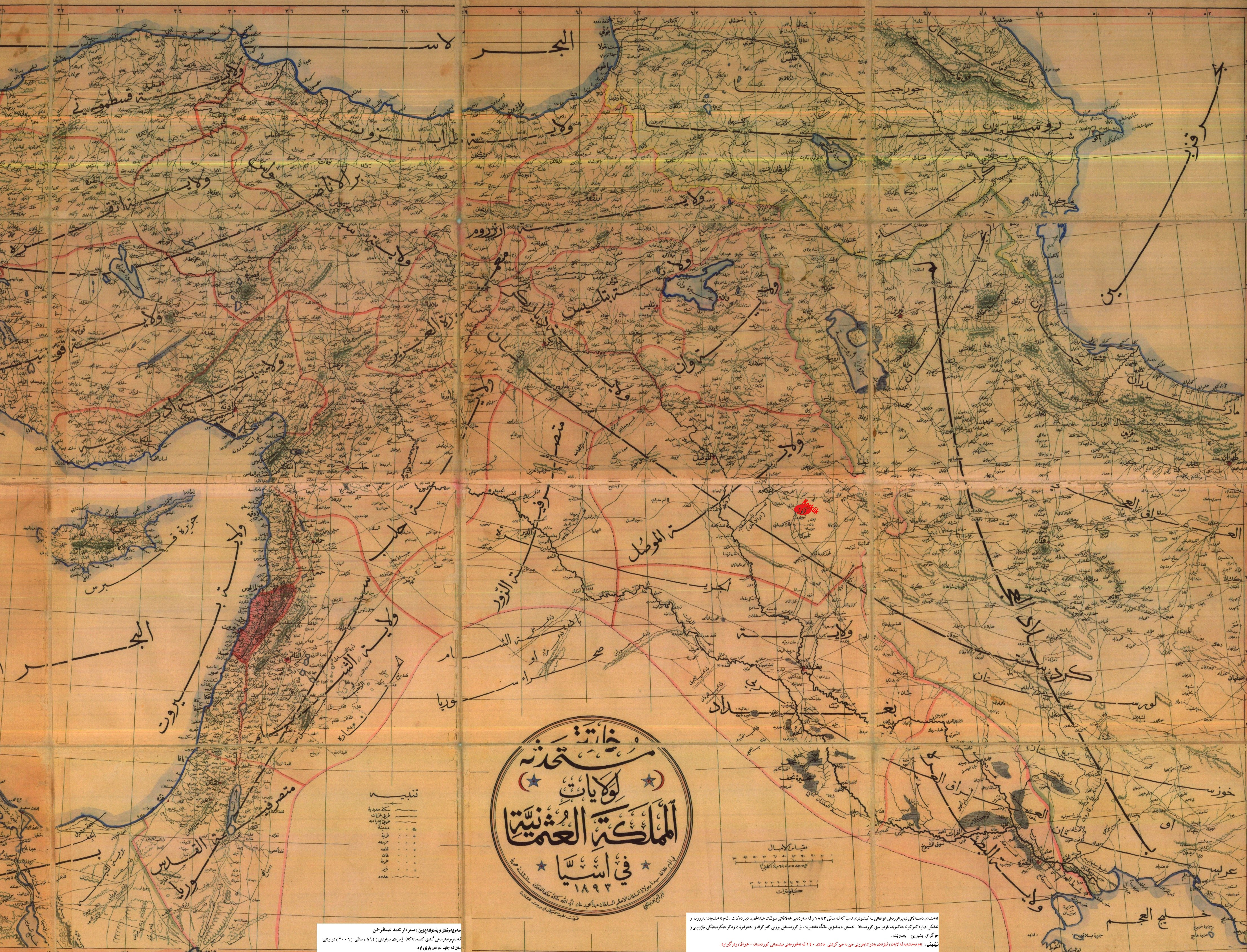
1893
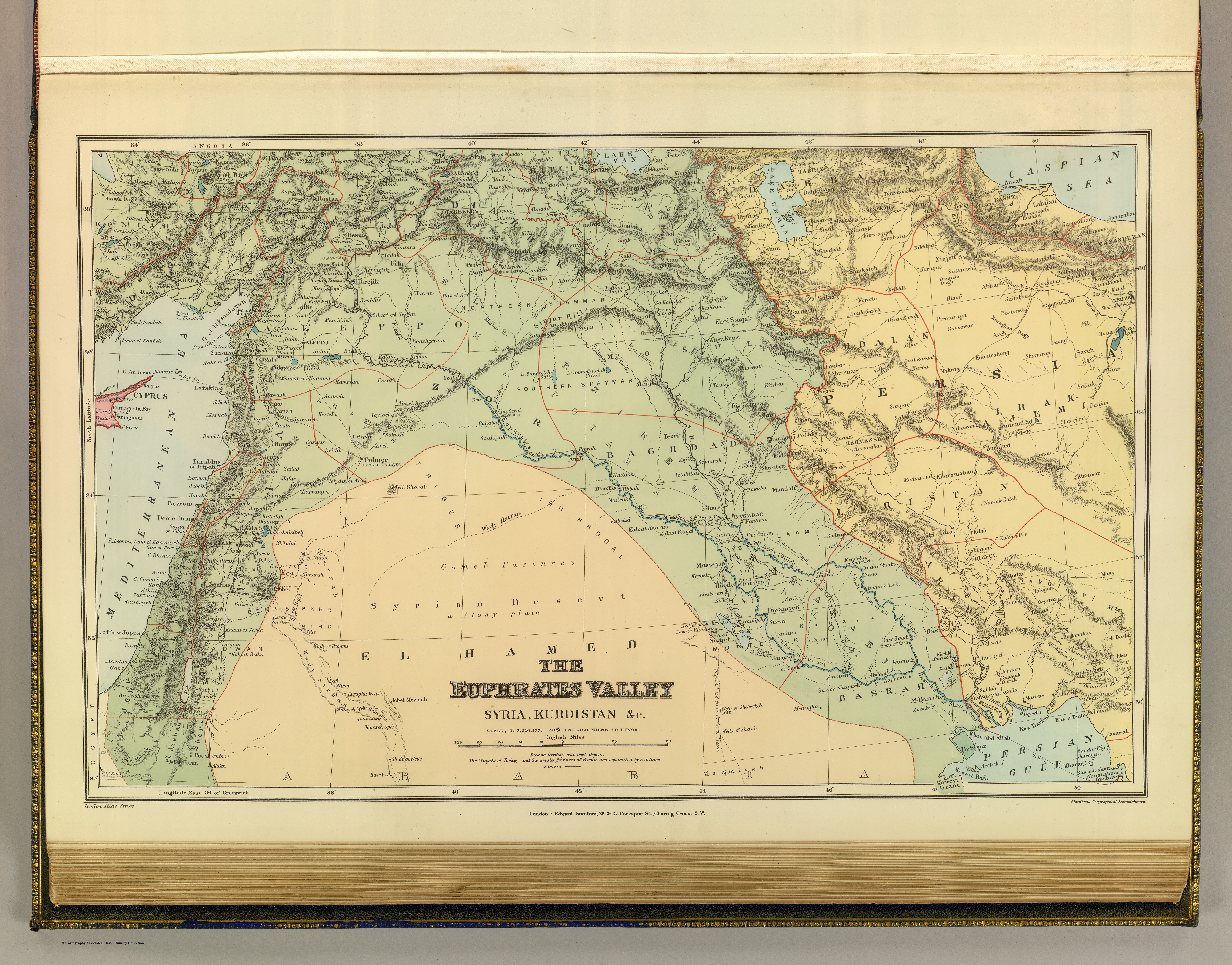
1900 (Stanford), i Vilayet